# علی عابدینی
علی عابدینی (زاده ۱۳۳۸ - تهران) چهره‌پرداز و طراح صحنه و لباس اهل ایران است.

## فیلم‌شناسی

### بازیگر
- نارنجی پوش (۱۳۹۰)
- ‌مارمولک (١٣٨٢)

### طراح صحنه و لباس
- نیمه شب اتفاق افتاد (۱۳۹۴)
- یحیی سکوت نکرد (۱۳۹۳)
- اقلیما (۱۳۸۵)
- دست‌های خالی (۱۳۸۵)
- معادله (۱۳۸۲)
- شام آخر (۱۳۸۰)
- من، ترانه ۱۵ سال دارم (۱۳۸۰)
- آب و آتش (۱۳۷۹)
- دختری با کفش‌های کتانی (۱۳۷۷)

### طراح چهره‌پردازی
- هفت و پنج دقیقه (۱۳۸۷)
- ما همه خوبیم (۱۳۸۳)
- ماهی‌ها عاشق می‌شوند (۱۳۸۳)
- ملاقات با طوطی (۱۳۸۲)
- بانوی من (۱۳۸۱)
- شام آخر (۱۳۸۰)
- عزیزم من کوک نیستم (۱۳۸۰)
- من، ترانه ۱۵ سال دارم (۱۳۸۰)
- عشق شیشه‌ای (۱۳۷۸)
- سیاوش (۱۳۷۷)
- طوطیا (۱۳۷۷)
- شاخ گاو (۱۳۷۴)

### چهره‌پرداز
- اقلیما (۱۳۸۵)
- گاهی به آسمان نگاه کن (۱۳۸۱)
- عشق شیشه‌ای (۱۳۷۸)
- بازیگر (۱۳۷۷)
- دو زن (۱۳۷۷)
- طوطیا (۱۳۷۷)
- پنجه در خاک (۱۳۷۶)
- مرد عوضی (۱۳۷۶)
- آدم‌برفی (۱۳۷۳)
- تحفه‌ها (۱۳۶۶)

## جشنواره‌ها
- برنده جایزه سیمرغ بلورین بهترین چهره‌پردازی برای فیلم من، ترانه ۱۵ سال دارم در بیستمین دوره جشنواره فیلم فجر (۱۳۸۰)
- کاندید جایزه سیمرغ بلورین بهترین چهره‌پردازی برای فیلم گاهی به آسمان نگاه کن در بیست و یکمین دوره جشنواره فیلم فجر (۱۳۸۱)